# Turbón
El Turbón es un macizo de los Pirineos, en la comarca de Ribagorza, provincia de Huesca, que tiene su cumbre a 2492 m s. n. m.

## Descripción
Se orienta de norte a sur, dominando por el este la cuenca del río Isábena y por el oeste, la depresión de Campo, en la cuenca del río Ésera. Está formado por un gran anticlinal fallado en su flanco este y modelado fundamentalmente en margas y potentes bancos calcáreos de la edad cretácica que dan escarpes verticales de más de 500 m. Su flora, con abundantes endemismos, es de gran interés geobotánico. Tanto en su cara norte como en su cara sur afloran varias fuentes, siendo las más importantes las Aguas de Veri en San Martín de Veri y el Balneario Vilas del Turbón.
Aparece descrito en el decimoquinto volumen del Diccionario geográfico-estadístico-histórico de España y sus posesiones de Ultramar de Pascual Madoz con las siguientes palabras:

TURBON: monte en la prov. de Huesca, part. jud. de Benabarre. Es acaso el mas elevado del Aragon alto, pues desde el puente de piedra de Zaragoza, y desde el portal de San Martin de Lérida, se descubre con la simpre vista cuando está nevado, lo cual acontece desde fines de noviembre á mediados de mayo. Es una roca redonda calcárea y de unas 6 leguas de circunferencia. Las aguas de sus pendientes fluyen por E. al Noguera Ribagorzana, entre el cual y el monte mismo se halla la cordillera llamada puerto de las Aras, sobre el pueblo de Vallabriga; por N. al Isabena, hallándose intermedio el barranco de Espes; por S. parte al Isabena y parte al Esera, y por O. á este último debajo de la v. de Campo. En la parte oriental se halla el pequeño pueblo de las Villas de Turbon, entre cuyas fuentes hay una sumamente especial para el mal de orina. En la parte meridional se halla otro pueblo llamado Lierp, con su valle; en la occidental los denominados Lert y Aguas Caldas, con el valle de Bardaji, y otro paso titulado puerto de la Murria, porque desde Campo conduce desde la ald. de este nombre á la tierra de los Paules; y en la setentrional los de Espes y San Feliu. En su cumbre y vertientes, cubiertas en mucha parte de tierra, se crian algunos bojes y algunos pastos, que utilizan los ganados desde 20 de julio á 24 de agosto, concurriendo á este fin de los pueblos mencionados, cuyo clima frigidisimo, hace que si bien los habitantes son robustos, sus frutos se reduzcan á un poco de trigo, escasas cebadas y no mucha fruta. Un gran pozo ó mas bien estanque, ha formado la naturaleza en su cima, que se llena de nieve y la conserva de contínuo: dícese haber ido allí á buscarla desde Lérida en ciertos años de escesivo calor. Turbon es el objeto de todos los cuentos de viejas. A él acuden, segun estas, á sus reuniones nocturnas y adoracion del macho cabrío, todas las brujas del pais. En proverbios del pais se dice ser mal alta que esta montaña la de Cotiella, y mas que ambas las tres Sorores.
(Madoz, 1849, p. 183)

## Mitología

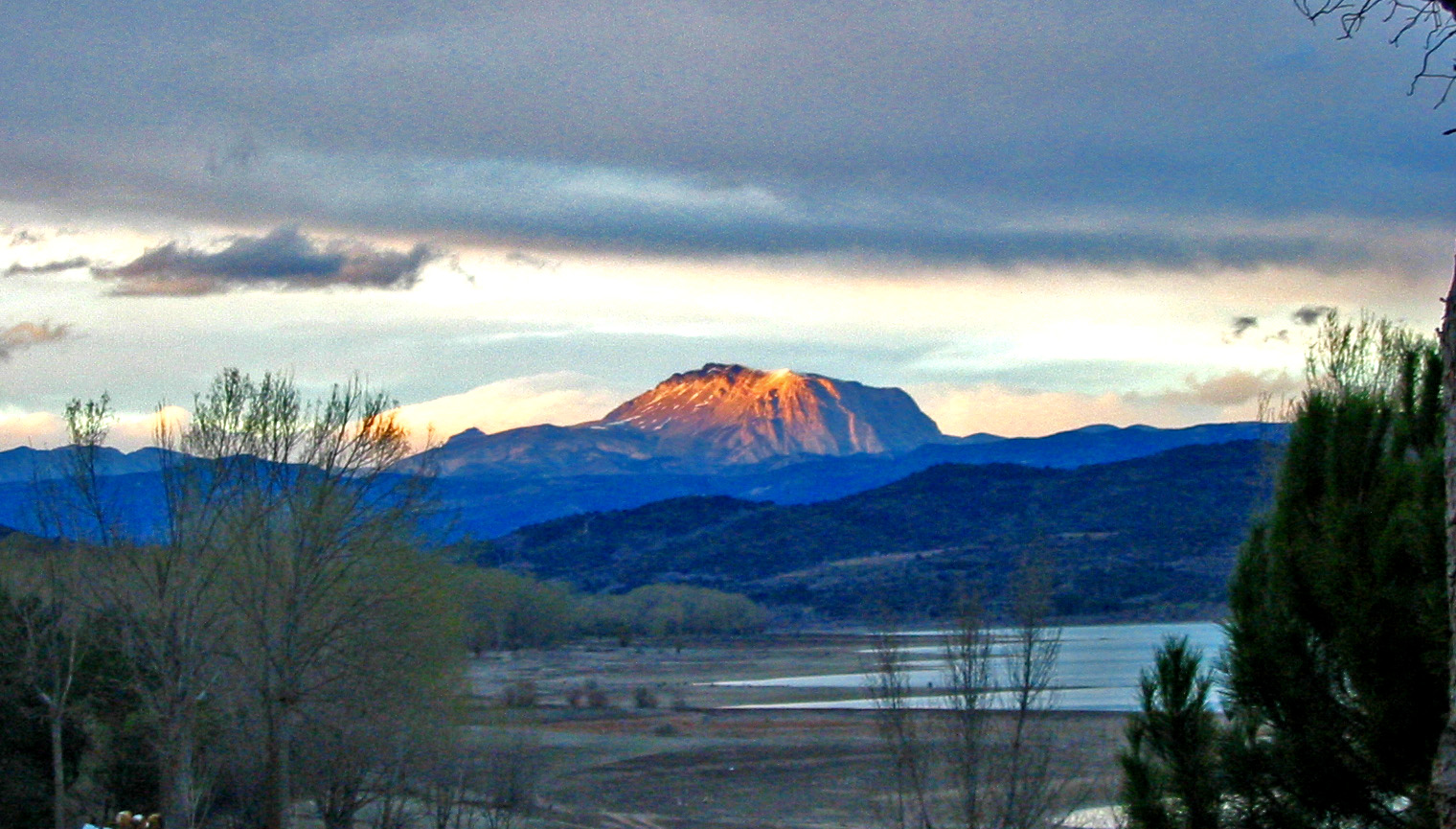
Vista del Turbón desde las orillas del embalse de Barasona.

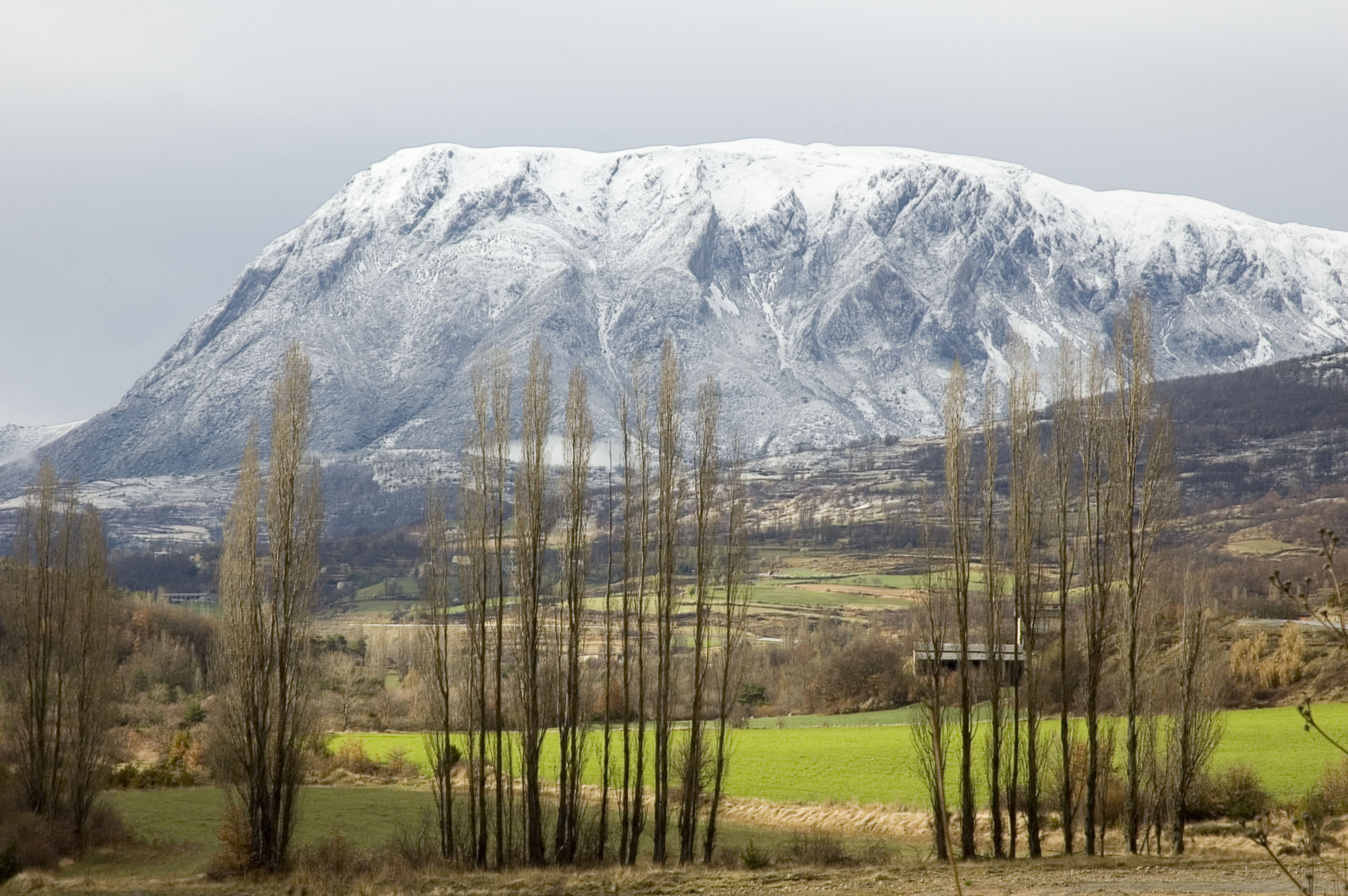
El Turbón

De acuerdo a las tradiciones de la zona aquí embarrancó el arca de Noé cuando se retiraron las aguas tras el Diluvio Universal. Se relata que Noé dijo «Ya turba l´arca», que en lengua aragonesa quiere decir ‘Ya emabarranca el arca’; de ahí viene el nombre de «Turbón». También se dice que los dioses pirenaicos tenían aquí su fragua. La presencia de nubes en su cima también se emplea como cabañuela, se dice en catalán que «Quan hi ha boira en el Turbó, hi ha aigua en tot Aragó», que en español quiere decir ‘Cuando hay niebla en el Turbón, hay agua en todo Aragón’.

## Vías de acceso a la cumbre
Hay varias vías para ascender a la cima. La más occidental de ellas, es la que va desde Serrate, por pista, hasta el Refugio de la Plana; de allí, por senda y por pedreras, se alcanza la cima del Turbón. La oriental es la que sube por las Vilas de Turbón. La tercera de ellas va por el Valle de San Adrián. Se suba por donde se suba, el desnivel será superior a los 1000 m.